# حسین‌آباد ۲ (سیرجان)
حسین‌آباد ۲ یک روستا در ایران است که در شهرستان سیرجان واقع شده‌است. حسین‌آباد ۲، ۲۰۶ نفر جمعیت دارد.